# 施内贝格山麓格林巴赫
施内贝格山麓格林巴赫是奥地利下奥地利州诺因基兴县的一个市镇。总面积7.36平方公里，总人口1814人，人口密度246.5人/平方公里（2005年）。